# Trillium Line
| |                      |                                              |                                              |
| Streckenlänge: | 19,0 km              |                                              |                                              |
| Spurweite: | 1435 mm (Normalspur) |                                              |                                              |
| |                      |                                              |                                              |
| Betriebsstellen und Strecken |                      |                                              |                                              |
| \| \| \| Canadian Pacific Railway \| \| \| \| \| Ottawa \| \| \| \| \| Bayview (Turmbahnhof mit Confederation Line) \| \| \| \| \| \| \| \| \| \| Corso Italia \| \| \| \| \| Dow’s Lake (bis 2020 Carling) \| \| \| \| \| Rideau Canal \| \| \| \| \| Carleton \| \| \| \| \| Rideau River \| \| \| \| \| Mooney’s Bay \| \| \| \| \| Bahnstrecke Ottawa–Brockville \| \| \| \| \| Walkley \| \| \| \| \| Beachburg Subdivision (Walkley Yard) \| \| \| \| \| Greenboro \| \| \| \| \| Kehr- und Abstellanlage \| \| \| \| \| South Keys Airport Link \| \| \| \| \| \| \| \| \| \| Uplands (EY Centre) \| \| \| \| \| Airport \| \| \| \| \| Leitrim \| \| \| \| \| Bowesville \| \| \| \| \| \| \| \| \| \| Limebank \| \| |                      |                                              |                                              |
| Strecke (außer Betrieb) |                      | Canadian Pacific Railway                     | Canadian Pacific Railway                     |
| Brücke über Wasserlauf (Strecke außer Betrieb) |                      | Ottawa                                       | Ottawa                                       |
| U-Bahn-Strecke quer · Turmbahnhof mit U-Bahn geradeaus unten · U-Bahn-Strecke quer |                      | Bayview (Turmbahnhof mit Confederation Line) | Bayview (Turmbahnhof mit Confederation Line) |
| Überleitstelle / Spurwechsel |                      |                                              |                                              |
| Haltepunkt / Haltestelle |                      | Corso Italia                                 | Corso Italia                                 |
| Haltepunkt / Haltestelle |                      | Dow’s Lake (bis 2020 Carling)                | Dow’s Lake (bis 2020 Carling)                |
| Tunnel bzw. Unterführung unter Wasserlauf |                      | Rideau Canal                                 | Rideau Canal                                 |
| Haltepunkt / Haltestelle |                      | Carleton                                     | Carleton                                     |
| Brücke über Wasserlauf |                      | Rideau River                                 | Rideau River                                 |
| Haltepunkt / Haltestelle |                      | Mooney’s Bay                                 | Mooney’s Bay                                 |
| Kreuzung |                      | Bahnstrecke Ottawa–Brockville                | Bahnstrecke Ottawa–Brockville                |
| Haltepunkt / Haltestelle |                      | Walkley                                      | Walkley                                      |
| Kreuzung links · Dienststation / Betriebs- oder Güterbahnhof quer |                      | Beachburg Subdivision (Walkley Yard)         | Beachburg Subdivision (Walkley Yard)         |
| Haltepunkt / Haltestelle |                      | Greenboro                                    | Greenboro                                    |
| |                      | Kehr- und Abstellanlage                      |                                              |
| Bahnhof |                      | South Keys Airport Link                      | South Keys Airport Link                      |
| Strecke von links · Abzweig geradeaus und nach rechts |                      |                                              |                                              |
| Haltepunkt / Haltestelle · Strecke |                      | Uplands (EY Centre)                          | Uplands (EY Centre)                          |
| Kopfbahnhof Streckenende · Strecke |                      | Airport                                      | Airport                                      |
| Haltepunkt / Haltestelle |                      | Leitrim                                      | Leitrim                                      |
| Haltepunkt / Haltestelle |                      | Bowesville                                   | Bowesville                                   |
| Überleitstelle / Spurwechsel |                      |                                              |                                              |
| Kopfbahnhof Ende Hochstrecke |                      | Limebank                                     | Limebank                                     |

Die Trillium Line (französisch Ligne Trillium) ist eine von Dieseltriebzügen befahrene Stadtbahnlinie in der kanadischen Hauptstadt Ottawa. Sie ist 8,0 km lang, wird vom Verkehrsunternehmen OC Transpo betrieben und ist Teil des O-Train-Systems. Die 2001 eröffnete Linie verläuft in Nord-Süd-Richtung von Bayview nach Greenboro.
Bis September 2014 war die Nord-Süd-Strecke unter der Bezeichnung O-Train bekannt. Nach Baubeginn der in West-Ost-Richtung verlaufenden Confederation Line übertrug OC Transpo den Namen auf das gesamte zukünftige Stadtbahnnetz und benannte die erste Strecke in Trillium Line um. Trillium bezieht sich auf die Großblütige Waldlilie, das offizielle Symbol der Provinz Ontario.

## Pilotprojekt
In den 1970er und 1980er Jahren entschied sich Ottawa gegen Stadtbahnen und setzte auf Bus Rapid Transit mit weitgehend unabhängiger Trasse, in der Annahme, dass ein hochwertiger Busbetrieb kostengünstiger zu realisieren sei als ein schienengebundenes Verkehrsmittel. Allerdings wurden die ursprünglich geschätzten Kosten um das Viereinhalbfache überschritten (440 Millionen Dollar statt der budgetierten 97 Millionen). Dies war beinahe so teuer wie die ähnlich lange, aber weitaus leistungsfähigere C-Train-Stadtbahn in Calgary, deren Investitionskosten sich 2005 auf 543 Millionen Dollar beliefen. Der Transitway in Ottawa erreichte schließlich seine Kapazitätsgrenze (mit 175 Bussen stündlich im zentralen Abschnitt) und es bestand keine kostengünstige Möglichkeit, die Kapazität weiter zu erhöhen.
Stadtbahnen erwiesen sich letztlich als einzige Möglichkeit, die Kapazität des öffentlichen Personennahverkehrs signifikant zu steigern. Am 15. Oktober 2001 erfolgte die Eröffnung des O-Train (wie die Trillium Line damals hieß) als Pilotprojekt. Die Kosten von 21 Millionen Dollar waren im Vergleich zu vollwertigen Stadtbahn-Neubauten äußerst gering, da eine bereits bestehende Trasse der Canadian Pacific Railway genutzt werden konnte (die Unterabschnitte bzw. „subdivisions“ Ellwood und Prescott). Es mussten lediglich die Stationen selbst sowie eine Ausweiche in der Mitte der Strecke errichtet werden. Aufgrund des Betriebs mit Dieseltriebzügen war auch keine Elektrifizierung der Strecke notwendig. Im Mai 2011 wurden täglich rund 12.000 Fahrgäste gezählt, was etwa dem Doppelten der Prognosen entsprach.
Rechtlich gesehen handelt es sich bei der Strecke weiterhin um eine Hauptbahn: Nach Betriebsschluss befahren gelegentlich Güterzüge der Ottawa Central Railway den südlichen Teil der Trillium Line auf ihrem Weg zu einem Gelände des National Research Council.

## Stationen

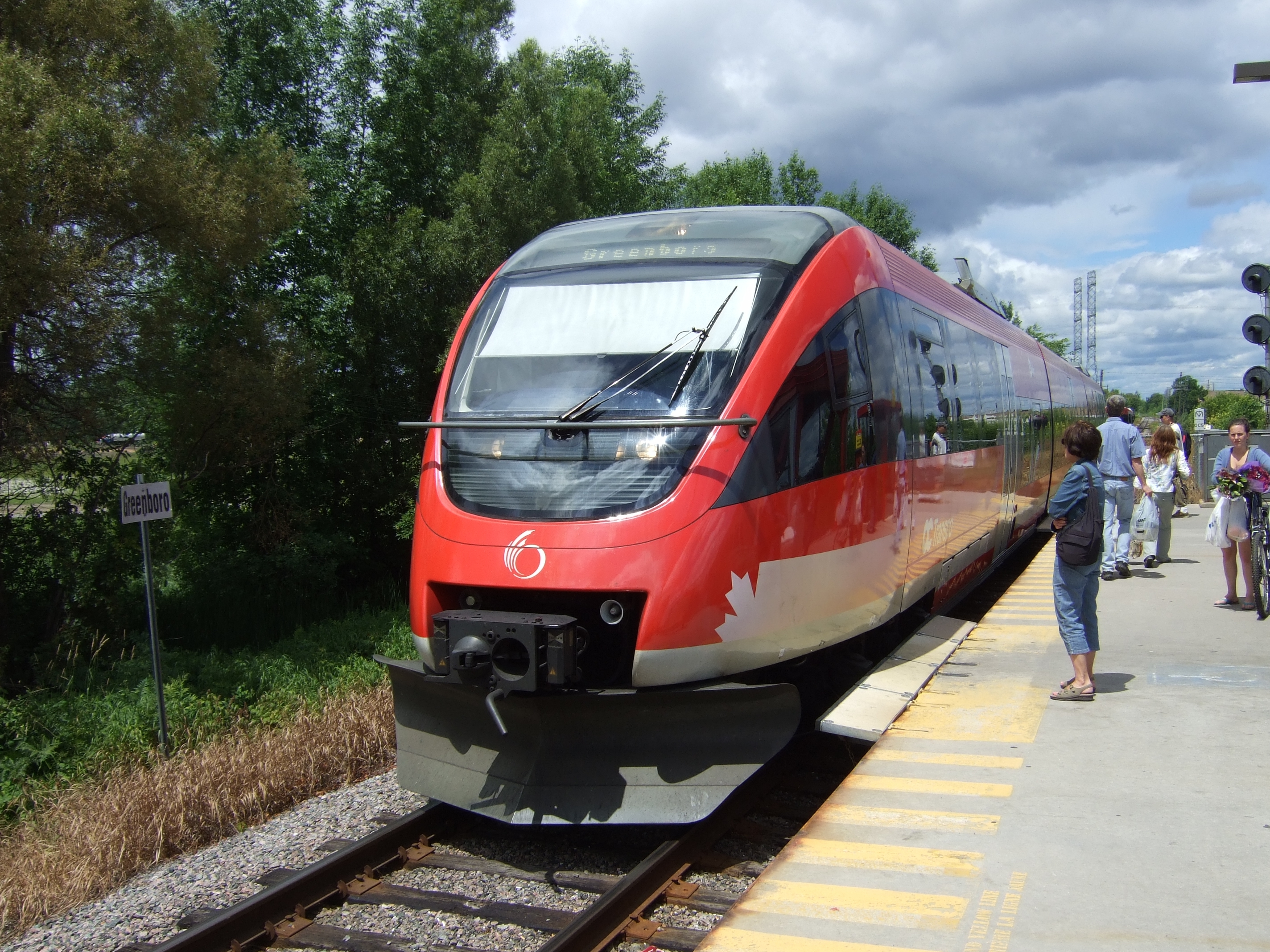
Einfahrt in die Endstation Greenboro

- Bayview – bietet eine Umsteigemöglichkeit zum Transitway und ist die am nächsten zum Stadtzentrum gelegene Station. Sie befindet sich unmittelbar unter der Überführung der Wellington Street und des Transitway. Hier kann zur Confederation Line umgestiegen werden.
- Corso Italia – an der Gladstone Avenue gelegen.
- Dow’s Lake – zwischen der Carling Avenue und der Preston Street gelegen. Südlich davon folgt ein Tunnel unter dem Dow’s Lake, einem künstlichen See am Rideau Canal. Die Station hieß bis 2020 Carling.
- Carleton – auf dem Campus der Carleton University gelegen. Südlich der zweigleisig ausgeführten Station überquert die Strecke den Rideau River auf einer Brücke.
- Mooney’s Bay (früher: Confederation) – Diese zwischen der Heron Road und der Bronson Avenue gelegene Station erschließt in erster Linie einen Bürokomplex der Bundesregierung und das nahegelegene gleichnamige Naherholungsgebiet.
- Walkley – Diese Station befindet sich in Höhe der Walkley Road und erschließt hauptsächlich die umliegenden Wohn- und Gewerbegebiete. Dort ist ein Anschluss zum Transitway möglich.
- Greenboro – liegt an der Bank Street in der Nähe des Einkaufszentrums South Keys Shopping Centre. Bietet eine weitere Umsteigemöglichkeit zum Transitway sowie zu einem großen Park-and-Ride-Platz.
- South Keys – befindet sich in der Nähe der Hunt Club Road am South Keys Shopping Centre. Es ist ein Umstieg zum Transitway sowie zur Airport Line möglich.
- Leitrim – an der Gilligan Road gelegen, erschließt diese Station den Stadtteil Findlay Creek. Es ist ein Park-and-Ride-Platz vorhanden.
- Bowesville – Diese Station befindet sich an der Kreuzung zwischen der Bowesville Road und der Earl Armstrong Road und erschließt derzeit einen Golfplatz. Die Station verfügt über einen großen Park-and-Ride-Platz.
- Limebank – Die Station erschließt den Stadtteil Riverside South und verfügt über einen Park-and-Ride-Platz.

An der Zweigstrecke zum Flughafen gibt es folgende Stationen:
- Uplands – Die Station dient hauptsächlich zur Erschließung des Kongresszentrums EY Centre.
- Airport – Diese Station erschließt den Flughafen Ottawa Macdonald-Cartier International Airport.

Die Strecke ist überwiegend eingleisig. Eine Ausweiche befindet sich seit 2001 in der Station Carleton, zwei weitere gibt es südlich von Bayview und nördlich von Greenboro (im Bereich der zukünftigen Station Walkley).

## Fahrzeuge

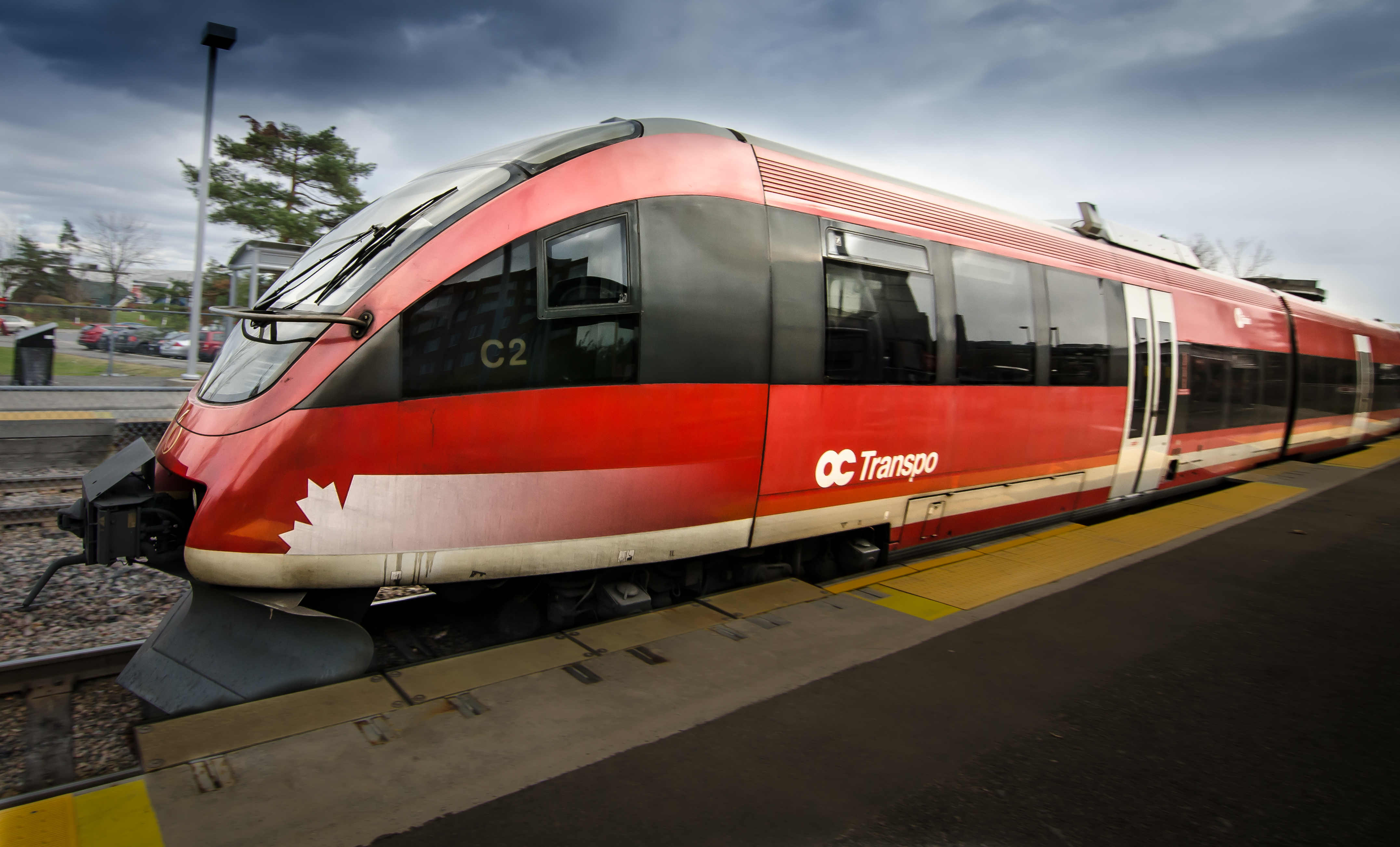
Bis 2015 eingesetzter Triebzug des Typs Bombardier Talent

Ab 2001 verkehrten auf der Trillium Line drei dieselbetriebene, niederflurige Triebzüge des Typs Bombardier Talent (Baureihe 643) mit je drei Wagen. Die Züge waren ursprünglich von der Deutschen Bahn beschafft worden und wurden später an OC Transpo verkauft. Beide Gesellschaften verwenden ein ähnliches Farbschema, so dass die rot-weiße Lackierung weitgehend unverändert blieb; auch der Innenraum entsprach im Wesentlichen einem DB-Regionalzug.
Im September 2011 kündigte Alstom an, dass das Unternehmen sechs neue zweiteilige Züge des Typs Coradia LINT 41 im Wert von 34 Millionen Dollar liefern werde. Sie wurden im Juni 2013 an OC Transpo übergeben und ersetzten am 2. März 2015 die Talent-Züge. Das Farbschema blieb dasselbe.
Ab 2022 liefert Stadler Rail sieben vierteilige Flirt-Dieseltriebzüge, um den durch die Verlängerung zum Flughafen vergrößerten Fahrzeugbedarf zu decken. Die Dieselmotoren der Züge befinden sich in einem zusätzlichen Segment in der Mitte (Power Pack).
Auf der Linie 2 fahren Züge vom Typ LINT und Flirt, während auf der Linie 4 aufgrund der kürzeren Bahnsteiglängen an den Stationen ausschließlich Züge vom Typ LINT eingesetzt werden.

## Gescheitertes Erweiterungsprojekt
Im Juli 2006 genehmigte der Stadtrat von Ottawa ein Projekt zur Erweiterung der Nord-Süd-Strecke. Vorgesehen waren neue Teilstrecken von Greenboro südwärts nach Barrhaven und von Bayview ostwärts zur University of Ottawa. Ebenso hätte die bestehende Strecke zweigleisig ausgebaut werden sollen. Mit straßenbündiger Streckenführung durch das Stadtzentrum wäre der O-Train zu einer Tram-Train-Linie geworden. Den Zuschlag zur Ausführung des Projekts hatte ein von Siemens angeführtes Konsortium erhalten. Vor den Bürgermeisterwahlen geriet das auf 778 Millionen Dollar veranschlagte Projekt jedoch zunehmend unter Beschuss. Schließlich wurde es im Dezember 2006 annulliert. Drei Jahre später einigte sich die Stadt mit dem Konsortium auf Schadensersatzzahlungen in der Höhe von 36,7 Millionen Dollar.

## Aktuelle Entwicklung

Logo der Trillium Line

Ab 2001 verkehrten die Züge zunächst im 15-Minuten-Takt. Nach dem Bau zweier neuer Ausweichen, der Installation eines neuen Signal- und Zugsicherungssystems sowie dem Kauf neuer Züge von Alstom konnte der Takt am 2. März 2015 auf zehn Minuten verkürzt werden. Angestrebt wird ein 8-Minuten-Takt. Die Kosten für den Ausbau beliefen sich auf 60,3 Millionen Dollar. Von Mai bis September 2013 ruhte der Betrieb auf der Trillium Line, um die notwendigen Arbeiten ausführen zu können.
Der Verkehrsmasterplan der Stadt Ottawa von November 2013 sieht unter anderem die Verlängerung der Trillium Line um weitere 8 km vor. Auf der Trasse der Canadian Pacific Railway soll die Linie von Greenboro aus in südlicher Richtung zur Station Bowesville im Stadtteil Riverside South führen. Zwischenstationen sind in South Keys und Leitrim vorgesehen (jeweils mit einer neuen Ausweiche). Auf dem bereits bestehenden Teil der Trillium Line sollen zwei neue Zwischenstationen entstehen, Gladstone und Walkley.
Die Stadt Ottawa plant auch den Bau einer 3 km langen Abzweigstrecke von South Keys zum Macdonald-Cartier International Airport. Sollte dieses Teilstück gebaut werden, würde die Flughafenstation zwischen dem Terminal und dem Parkhaus liegen. Die Kosten dieses Projekts werden auf 100 Millionen Dollar geschätzt und werden zur Hälfte von der Provinz Ontario übernommen. Eine weitere Idee ist die Verlängerung der Trillium Line nordwärts nach Gatineau in der Provinz Québec; dabei könnte eine zurzeit ungenutzte Brücke über den Ottawa River reaktiviert werden, die Prince of Wales Bridge.
Seit dem 3. Mai 2020 bis zum Herbst 2022 ruht der Betrieb aufgrund der Bauarbeiten für die Verlängerung.
Am 6. Januar 2024 wurden die Verlängerung von Greensboro nach Bowesville sowie die Zweigstrecke von South Keys zum Flughafen in Betrieb genommen. Es wird auf beiden Linien ein 12-Minutentakt gefahren, wobei der Betrieb zunächst an Werktagen durchgeführt wird. Im Februar ist eine Ausweitung des Betriebs an den Wochenenden geplant.